# Mario Ferrero (director)
Mario Ferrero (Florencia, 25 de mayo de 1922 – Vicchio, 9 de septiembre de 2012) fue un director teatral, radiofónico y televisivo italiano.

De formación teatral, trabajó especialmente en la televisión y la radio desde finales de los años 1940 hasta el final de la década de 1970. También tuvo una brevísima experiencia como actor, apareciendo en la película de 1975 "La donna della domenica" (La mujer del domingo).

## Biografía
Alumno del curso de dirección de la Academia Nacional de Arte Dramático de Roma, se diplomó en 1944, para empezar sucesivamente su actividad en el teatro y en las preparaciones de prosa radiofónica de la RAI.
Supervisó la dirección de la primera producción original televisiva de la RAI, titulada "La domenica di un fidanzato" (El domingo de un novio), de Ugo Buzzolan, emitida en 1954 en el primer mes de programación del ente televisivo del estado. Posteriormente dirigió otros trabajos de ficción, entre los cuales destaca Tessa la ninfa fiel, producción televisiva basada en la novela de Margaret Kennedy.
Fue profesor de declamación en verso en la Academia Nacional de Arte Dramático Silvio d'Amico de Roma.

## Producciones radiofónicas en la RAI
- L'allodola, comedia en dos actos de Jean Anouilh, con Memo Benassi, Gianni Santuccio, Lilla Brignone, Enrico Maria Salerno, Adriana Asti, Franca Nuti y Matteo Spinola, dirigida por Mario Ferrero. Emitida el 12 de marzo de 1954, en el tercer programa.

## Producciones televisivas
- "La domenica di un fidanzato" (El domingo de un novio) (1954, telefilm)
- "Questa mia donna" (Esta mujer mía) (1958)
- "Graziella" (1961, serial televisivo)
- "Giuseppe Verdi" (1963, serial televisivo)
- "Sorelle Materassi" (Sor Materassi) (1972, serial televisivo)
- "Il commissario De Vincenzi" (El comisario De Vincenzi) (1954, telefilm)
- "Questa mia donna" (Esta mujer mía) (1958)
- "Graziella" (1961, serial televisivo)
- "Giuseppe Verdi" (1963, serial televisivo)
- "Sorelle Materassi" (Sor Materassi) (1980, miniserie)
- El mercader de Venecia, RAI 1955.